# Kostel svatého Josefa (Moravská Ostrava)
Kostel svatého Josefa, nacházející se v ostravské místní části Moravská Ostrava.

## Historie
Vystavěli jej Salesiáni Dona Bosca, kteří pečovali o chudou a ohroženou mládež a kteří zde od roku 1934 měli klášter. Stavba probíhala od 31. prosince 1935 do 24. listopadu 1937. Trojlodní kostel je atypickou stavbou – jeho zdi podpírá ocelový skelet, uvnitř je instalováno ústřední topení a na věži se nachází šestimetrový kříž, který v noci svítil neonovým světlem. Do užívání byl předán 8. prosince 1937. Jedná se o první československý kostel s ocelovou konstrukcí.